# Georgisch-Südossetischer Krieg (1991–1992)
Der Georgisch-Südossetische Krieg bezeichnet einen bewaffneten Konflikt zwischen Georgien und der von Georgien abtrünnigen Provinz Südossetien in den Jahren 1990 bis 1992.

## Hintergrund und Ursachen
Im Zuge des Zerfalls der Sowjetunion seit 1989 forderten immer mehr ihr angehörende Nationalitäten die Unabhängigkeit, darunter auch Georgien, das sich am 4. April 1991 unabhängig von der Sowjetunion erklärte. Der erstarkende Nationalismus in Georgien bereitete den ethnischen Minderheiten des Landes Sorgen, was dazu führte, dass diese ihrerseits die Unabhängigkeit (allerdings von Georgien) forderten.

## Verlauf
Am 10. November 1989 erklärte sich Südossetien zum ersten Mal unabhängig. Diese Entscheidung wurde am 16. November durch das Präsidium des Obersten Sowjet der SSR Georgiens aufgehoben. Die Folge war der erste Südossetien-Krieg. Georgisch-Nationalistische Milizen belagerten Zchinwali, die Hauptstadt Südossetiens. Truppen des NKWD gelang es schließlich bis Januar 1990 die verfeindeten Parteien zu trennen. Am 20. September 1990 erklärte Südossetien erneut die Unabhängigkeit. In der Folge marschierten erneut georgische Paramilitärs in Südossetien ein, deren Vormarsch erst durch Sowjettruppen gestoppt wurde. Nach dieser Intervention brach der georgische Präsident Swiad Gamsachurdia alle Beziehungen zur Sowjetunion ab. Am 25. April 1992 zog Russland (als Nachfolger der UdSSR) seine Truppen ab, wodurch der instabile Frieden aus dem Gleichgewicht geriet und es zu Zusammenstößen zwischen Osseten und Georgiern kam.

## Nachwirkungen

### Bilanz und Opferzahlen
Der zweite Eingriff Russlands und die ihm vorangegangenen Kämpfe forderten schätzungsweise 1000 Opfer. Ungefähr 60.000 Menschen flohen, ein Großteil davon nach Russland und ein kleinerer Teil ins georgische Kernland.

### Friedensprozess
Am 24. Juni 1992 unterzeichneten die Präsidenten Boris Jelzin und Eduard Schewardnadse ein Abkommen zur Bildung einer 1500-Mann-starken Friedenstruppe. Etwa ein Jahr später regelten beide Länder in einem neuen Vertrag den Abzug aller russischen Truppen aus Georgien bis 1995. Im Jahr 2004 stellte Micheil Saakaschwili vor der UNO einen Friedensplan, nach dem Vorbild der Wiederangliederung Adschariens an Georgien, vor.

## Quelle
- Dennis Sammut/Nikola Cvetkovski: Der Georgien-Südossetien-Konflikt, 1996.